# Ben Tewaag
Benjamín Matthias Christian "Ben" Tewaag (* 27 de abril de 1976 en Múnich) es un presentador, actor, productor cinematográfico alemán y excantante de la banda Eschenbach. Tewaag es el más grande de los tres hijos de la actriz Uschi Glas y Bernd Tewaag. En MTV, se ha desempeñado en sus propios programas como MTV Mission y MTV Freakshow.
Tewaag, con una formación de musicalizador, se metió en los titulares debido a que en una pelea en el 2002 antes de la discoteca de Múnich P1 estuvo involucrado, en la que vertió ron y el camarógrafo prendió fuego a tener uno, por insultar y por estar borracho sin licencia entran en conflicto con la ley. Para una cierta reputación aseguró su extrema partidos por igual en el alemán Jackassspin-off freak show en el canal de música MTV.

## Problemas con la ley
A mediados de 2005 se debió a Benjamin Tewaag arrogancia oficial, pretendiendo a la delincuencia y el abuso de las llamadas de emergencia y otros por un tribunal jurado de la Corte de Distrito del zoológico a una multa total de 60 tarifas diarias de 20 € (1200 €) condenado. Para las frases que dijo el presidente del tribunal, las sanciones eran adecuadas. Esto también se aplica a la Tewaag acusado, a pesar de que estaba en un período de prueba actual ya.
A principios de 2007, Tewaag, adicto al alcohol y al consumo de cocaína, fue internado en la Clínica Betty Ford en Franconia Brückenau.
El 24 de abril de 2008, tenía seis meses de prisión sin libertad condicional por asalto. La pena entró en efecto el 16 de febrero de 2009 en Hesse. El 16 de septiembre de 2009 estuvo en Berlín el abuso de su exnovia en una considerable influencia del alcohol en marzo de 2008, diez meses más en prisión sin libertad condicional condenado. participan en ella. es un delito adicional de una pelea en Múnich. En julio de 2010 fue liberado de la cárcel.
En 2005, protagonizó en RTL la serie "La vida secreta de las esposas de los jugadores" con la coproducción suya en parte. Esta serie ha sido interrumpida debido a la falta de cupos y la mala crítica después de cuatro episodios.
- Datos: Q109673